# Ernest Simoni
Ernest Simoni (ur. 18 października 1928 w Troshanie, gmina Blinisht) – albański duchowny rzymskokatolicki, kardynał diakon od 2016.

## Życiorys
W latach 1938–1948 uczył się w kolegium franciszkańskim w Szkodrze. Po ukończeniu studiów teologicznych odbył czteroletnią służbę wojskową. 7 kwietnia 1956 przyjął potajemnie święcenia kapłańskie.
Pierwsze 30 lat jego kapłaństwa przypadało na okres rządów dyktatora Albanii Envera Hodży. 24 grudnia 1963 w czasie odprawiania mszy we wsi Barbullush został aresztowany przez czterech funkcjonariuszy Sigurimi. Sąd Okręgowy w Szkodrze skazał Simoniego na karę śmierci, jednak wyrok został złagodzony do 25 lat więzienia. Po dziesięciu latach spędzonych w więzieniu został ponownie skazany na karę śmierci, jednak wyroku nie wykonano. Więzienie opuścił w 1981 roku. Po uwolnieniu otrzymał nakaz pracy przy oczyszczaniu kanałów w Szkodrze, pełniąc potajemnie posługę kapłańską, którą mógł zacząć sprawować jawnie dopiero w roku 1991.
9 października 2016 podczas mszy św. z okazji Jubileuszu Maryjnego papież Franciszek ogłosił jego nominację kardynalską. Na konsystorzu 19 listopada 2016 został kreowany kardynałem diakonem kościoła Matki Bożej ze Schodów. Jako swoje zawołanie przyjął słowa „Zemra jeme dotë triumfojë” (Moje Niepokalane Serce zatriumfuje), zaczerpnięte z objawienia fatimskiego z 13 lipca 1917. Z racji ukończenia 80. roku życia przed kreacją, nie posiada uprawnień elektorskich. Ze względu na wiek papież zwolnił go również z obowiązku przyjęcia sakry biskupiej.
5 września 2017 jako specjalny wysłannik ojca świętego Franciszka przewodniczył konsekracji katedry św. Matki Teresy z Kalkuty w stolicy Kosowa, Prisztinie.